# Blovická pahorkatina
Blovická pahorkatina je geomorfologický okrsek ve střední části Radyňské vrchoviny spadající pod geomorfologický celek Švihovská vrchovina. Její rozloha je 263 km² a mezi význačné vrcholy patří Hájek (588 m), Knižská skála (565 m) a Maršál (560 m). Pahorkatina se rozkládá na oblastech ORP Blovice, Nepomuk, Plzeň a Přeštice.

## Seznam vrcholů
Následující tabulka obsahuje všechny vrchy spadající pod okrsek Blovická pahorkatina:
| Název           | Výška | Část obce  | Obec           | ORP      |
| --------------- | ----- | ---------- | -------------- | -------- |
| Stará Pec       | 589 m | Týniště    | Týniště        | Přeštice |
| Hájek           | 588 m | Libákovice | Řenče          | Přeštice |
| Kožich          | 584 m | Libákovice | Řenče          | Přeštice |
| Nevěrná         | 571 m | Újezd      | Horšice        | Přeštice |
| Holý vrch       | 569 m | Týniště    | Týniště        | Přeštice |
| Knížská skála   | 565 m | Řenče      | Řenče          | Přeštice |
| Luh             | 564 m | Týniště    | Týniště        | Přeštice |
| Na Skalici      | 561 m | Novotníky  | Prádlo         | Nepomuk  |
| Maršál          | 560 m | Šťáhlavy   | Šťáhlavy       | Plzeň    |
| Obrovo hradiště | 549 m | Žinkovy    | Žinkovy        | Nepomuk  |
| Karlov          | 540 m | Karlov     | Spálené Poříčí | Blovice  |
| Oběšený         | 526 m | Smederov   | Ždírec         | Blovice  |
| Dubí            | 507 m | Blovice    | Blovice        | Blovice  |
| Jonáková        | 462 m | Blovice    | Blovice        | Blovice  |
| Lopata          | 437 m | Milínov    | Milínov        | Blovice  |